# ゴブリン (声優)
ゴブリン（1964年10月28日 - ）は、日本のナレーター、声優、ものまねタレント。大沢事務所所属。青森県八戸市出身。GOBLINと表記される場合もある。

## 人物・経歴
ボードビリアンとして活動した後、ものまねタレントとしての活動を開始。
以前は、東京俳優生活協同組合→アクロス エンタテインメントに所属していた。映画の予告編ナレーションを数多く務めている。

## ものまねレパートリー
竹中直人、鈴木雅之、かまやつひろし、加山雄三、布施明、他多数

## 出演作品

### ナレーター
NHK
- 課外授業 森山良子編
- 一本桜の物語
- 女神達のカフェ

BSプレミアム
- たけしの“これがホントのニッポン芸能史”
- 愛と異端のシルクロード（声の出演）

TBS系列
- 鋼の錬金術師特番（毎日放送）
- ほんの…おさわり劇場
- RISE  立技格闘技新時代〜episode〜

BS-TBS
- 真冬の挑戦者〜バンクーバーへの道〜
- 裸のアスリート 〜ROAD TO LONDON〜
- 裸のアスリートII
- アスリートDays
- あのクズを殴ってやりたいんだ

　　「見どころ大公開SP 」「もうすぐ始まるよSP 」
フジテレビ系列
- 細木数子の人生ダメだし道場
- スリルな夜
- みんなのニュース（リアル！→シュザイブ：ナレーション）
- 探偵の探偵
- シグナル 長期未解決事件捜査班
- フルタチさん（2017年1月22日出演）
- まだ結婚できない男（次回予告）
- 10の秘密
- ニッポン全国あなたの知らない勢力図
- 平成令和100人が熱唱！オールスター合唱バトル

BSフジ
- 『巨大魚・夏の陣2022』
- 『巨大魚・秋の陣2022』
- 『巨大魚・冬の陣2023』
- 『巨大魚・春の陣2023』
- 『巨大魚・夏の陣2023』
- 「巨大魚・秋の陣2023』
- 『巨大魚・冬の陣2024』
- 『巨大魚・春の陣2024』
- 『巨大魚・夏の陣2024』
- 『巨大魚・秋の陣2024』
- 『巨大魚・冬の陣2025』

テレビ朝日系列
- 世界珍TVウォッチ
- 黒革の手帖 （第7話冒頭のみ）
- 相棒（PRナレーション）
- 行けるとこまで接近中

BS朝日
- 無用庵隠居修行（PR予告）

テレビ東京系列
- 冒険ゴルフ

日本テレビ系列
- 〜両親ラブストーリー〜オヤコイ（読売テレビ）

BS日テレ
- 第1回全国高等学校書道パフォーマンスグランプリ決勝

#### 宮城テレビ放送
- 宮城ジオトレッキング　山と海で初夏を満喫！

#### BSよしもと
- 日本全国なんでも甲子園♯43
- ミスタートロット　ジャパン　決勝戦

WOWOW
- チャンピオンズリーグダイジェスト!（2022年9月 - 、ノンクレジット）
- UEFAチャンピオンズリーグマガジン（2021年2月 - ）

### 映画予告ナレーション
- ギャング・オブ・ニューヨーク（2002年）
- 私の頭の中の消しゴム（2004年）
- ステップ・アップ（2006年）
- 陰日向に咲く（2008年）
- 月に囚われた男（2009年）
- アバター（2009年）
- 重力ピエロ（2009年）
- ゴールデンスランバー（2010年）
- わさお（2011年）
- 世界侵略: ロサンゼルス決戦（2011年）
- テッド (映画)（2012年）
- 僕等がいた（2012年）
- テルマエ・ロマエ（2012年）
- レ・ミゼラブル（2012年）
- 大奥〜永遠〜［右衛門佐・綱吉篇］（2012年）
- スティーブ・ジョブズ（2013年）
- 永遠の0（2013年）
- LIFE!（2013年）
- それでも夜は明ける（2013年）
- ダイアナ（2013年）
- プリズナーズ（2013年）
- セッション （2014年）

他
2015年
- ビッグ・アイズ
- あの日の声を探して
- チャイルド44 森に消えた子供たち
- 人生スイッチ
- テッド2

他
2016年
- 人生の約束
- 残穢 -住んではいけない部屋-
- スティーブ・ジョブズ
- ジョーのあした 辰吉丈一郎との20年
- エヴェレスト 神々の山嶺
- テラフォーマーズ
- 探偵ミタライの事件簿 星籠の海
- ロイヤル・ナイト 英国王女の秘密の外出
- 湯を沸かすほどの熱い愛
- マダム・フローレンス! 夢見るふたり

他
2017年
- 沈黙 -サイレンス-
- ナイスガイズ!
- ラ・ラ・ランド
- ジャッキー/ファーストレディ 最後の使命
- 劇場版 ソードアート・オンライン -オーディナル・スケール-
- メッセージ
- グレートウォール
- ドリーム
- アトミック・ブロンド
- KUBO/クボ 二本の弦の秘密

他
2018年
- 不能犯
- マンハント
- ウィンストン・チャーチル/ヒトラーから世界を救った男
- 今夜、ロマンス劇場で
- グレイテスト・ショーマン
- 万引き家族
- ゆずりは
- パンク侍、斬られて候
- ラプラスの魔女
- 空海-KU-KAI- 美しき王妃の謎
- こんな夜更けにバナナかよ 愛しき実話

他
2019年
- マスカレード・ホテル
- フォルトゥナの瞳
- 翔んで埼玉
- 天国でまた会おう
- 僕たちのラストステージ
- 存在のない子供たち
- 人間失格 太宰治と3人の女たち
- 永遠の門 ゴッホの見た未来
- ヒキタさん! ご懐妊ですよ
- ヒックとドラゴン 聖地への冒険

他
2020年
- フォードvsフェラーリ
- ラストレター
- 三島由紀夫vs東大全共闘〜50年目の真実〜
- ジョジョ・ラビット
- ディエゴ・マラドーナ二つの顔
- きみの瞳が問いかけている
- おらおらでひとりいぐも
- 浅田家!
- 滝沢歌舞伎 ZERO 2020 The Movie
- 日本独立
- サイレント・トーキョー

他
2021年
- ラスト・フル・メジャー 知られざる英雄の真実
- ノマドランド
- 21ブリッジ
- るろうに剣心 最終章 The Final
- るろうに剣心 最終章 The Beginning
- FUNNY BUNNY

- ジェントルメン
- さよなら私のクラマー
- 名も無い日
- 竜とそばかすの姫
- 太陽の子
- ホロコーストの罪人
- マスカレード・ナイト
- クーリエ:最高機密の運び屋
- MINAMATA-ミナマタ-
- 護られなかった者たちへ
- 燃えよ剣

他
2022年
- クライ・マッチョ
- ヒットマンズ・ワイフズ・ボディガード
- とんび
- 映画ドラえもん のび太の宇宙小戦争 2021
- 大河への道
- ラジエーションハウス
- コーダ あいのうた
- SING/シング: ネクストステージ
- a-ha THE MOVIE
- モガディシュ 脱出までの14日間
- バブル
- 東西ジャニーズJr. ぼくらのサバイバルウォーズ
- マーベラス
- カメの甲羅はあばら骨
- 神々の山嶺
- ジュラシック・ワールド/新たなる支配者
- ホイットニー・ヒューストン I WANNA DANCE WITH SOMEBODY
- アバター:ウェイ・オブ・ウォーター
- かがみの孤城

他
2023年
- イチケイのカラス
- バビロン
- デヴィット・ボウイ　ムーンエイジ・デイドリーム
- ロストケア
- BLUE GIANT（TVスポット）
- オットーという男
- 映画ネメシス 黄金螺旋の謎
- 聖闘士星矢 The Beginning
- 銀河鉄道の父（公開記念特番）
- 探偵マーロウ
- 春に散る
- ラ・ボエーム　ニューヨーク愛の歌
- ミステリと言う勿れ
- ドミノ
- 翔んで埼玉〜琵琶湖より愛をこめて〜

他
2024年
- ビヨンド・ユートピア 脱北
- カラーパープル
- コヴェナント／約束の救出

- 52ヘルツのクジラたち

- 落下の解剖学
- ディア・ファミリー
- ボレロ　永遠の旋律
- ラストマイル
- 劇場版 ACMA:GAME 最後の鍵
- グランメゾン・パリ

他

#### 2025年
- 教皇選挙

### テレビアニメ
- はじめの一歩 New Challenger（2009年）
- うちの3姉妹（2010年、運動会の係員）
- 六花の勇者（PVナレーション）
- 灰と幻想のグリムガル（2016年、ゴブリン、ゴブリンA、義勇兵A、コボルドA、エルダーコボルドA）
- 薬屋のひとりごと（第1期：1話・13話予告PVナレーション）

### Webアニメ
- ニンジャスレイヤー フロムアニメイシヨン（2015年、ナレーション[4]）

### 劇場アニメ
- 劇場版 ヤッターマン 新ヤッターメカ大集合! オモチャの国で大決戦だコロン!（2009年、男召使い（2））

### ゲーム
- 幻想水滸伝V（オロク、チャック、ツヴァイク、ボズ・ウィルド）
- 新宿の狼（オープニングナレーション）
- michigan（クリスチャン・ヘニング、パイロット）
- ペルソナ5（特番ナレーション）
- バイオハザード ヴィレッジ（WEB CM）
- ゴジラスマホゲーム（リリース決定PV）

### ドラマCD
- ニンジャスレイヤー ザイバツ強襲!（ナレーション[5]）

### 吹き替え
- ターザン:REBORN（日本語吹替版　冒頭ナレーション）
- フォールガイ（「メタルストーム」予告ナレーター[6]）

### 特撮
- 機界戦隊ゼンカイジャー / 劇場版（2021年、ナレーション） - 2作品

### テレビ番組
- アートアタック（ヘッドの声）

### その他
- ザ・ベストテン（所ジョージのモノマネ）
- 野田観光まつり（2002年）
- ニンテンドー3DS『いつの間にテレビ』 日刊トビダス（謎の男）
- 着信御礼!ケータイ大喜利（2014年11月15日、声のお題）
- バチェラー・ジャパン（ナレーター）
- バチェロレッテ・ジャパン（ナレーター）
- ミスタートロット　ジャパン　「Lemino」（ナレーター）